# Tilmar Kuhn
Pour les articles homonymes, voir Kuhn.
Tilmar Kuhn (né le 18 mars 1970 à Berlin-Est) est un acteur allemand.

## Biographie
Tilmar Kuhn grandit à Berlin-Weißensee et acquiert de l'expérience sur scène alors qu'il est est écolier. Il apparaît pour la première fois devant la caméra en 1988 pour le téléfilm de la DEFA Schulmeister Spitzbart. Le jour de son 18e anniversaire, il quitte l'Allemagne de l'Est pour Berlin-Ouest. Il étudie l'histoire et la romanistique pendant deux semestres à l'université Humboldt de Berlin. Il enseigne ensuite l'allemand comme langue étrangère à Saint-Pétersbourg au printemps 1993. De 1993 à 1996, Kuhn étudie le théâtre à la Filmuniversität Babelsberg Konrad Wolf.
Kuhn joue dans divers théâtres, mais apparaît aussi dans un certain nombre de rôles à la télévision, principalement dans des séries. Il a un rôle à long terme dans la série Lindenstraße dans le rôle de Heiko Quant. Il participe aussi à de nombreuses productions radiophoniques (notamment pour Deutschlandradio, Rundfunk Berlin-Brandenburg, Mitteldeutscher Rundfunk).

## Vie privée
En 1999, il a un enfant d'une première compagne.
En juillet 2022, elle épouse la chanteuse Katharine Mehrling à Ostuni, dans les Pouilles, en Italie.

## Filmographie
- 1989 : Schulmeister Spitzbart (TV)
- 1994 : Une équipe de choc (série télévisée, 1 épisode)
- 1997-1998 : Für alle Fälle Stefanie (série télévisée, 18 épisodes)
- 1999-2003 : Lindenstraße (série télévisée, 68 épisodes)
- 1999 : Mission sauvetages (série télévisée, 1 épisode)
- 1999 : SK-Babies (série télévisée, 1 épisode)
- 2000 : Fieber - Ärzte für das Leben (série télévisée, 1 épisode)
- 2000 : L'Empreinte du crime (série télévisée, 1 épisode)
- 2001 : Wolff, police criminelle (série télévisée, 1 épisode)
- 2001 : Dr. Sommerfeld - Neues vom Bülowbogen (série télévisée, 1 épisode)
- 2001 : Medicopter (série télévisée, 1 épisode)
- 2005 : En quête de preuves (série télévisée, 1 épisode)
- 2011 : Der Eisangler (court métrage)
- 2013 : Rendez-vous l'an prochain (de) (TV)
- 2022 : Rex Gildo - Der letzte Tanz (de)
- 2023 : SOKO Stuttgart (série télévisée, 1 épisode)